# Crenidomimas crawshayi
Crenidomimas crawshayi är en fjärilsart som beskrevs av Butler 1893. Crenidomimas crawshayi ingår i släktet Crenidomimas och familjen praktfjärilar. Inga underarter finns listade i Catalogue of Life.